# 1999 BD
1999 BD är en asteroid i huvudbältet som upptäcktes den 16 januari 1999 av den japanska astronomen Takao Kobayashi vid Ōizumi-observatoriet.